# Вальєр (Верхня Савоя)
Вальє́р (фр. Vallières) — колишній муніципалітет у Франції, у регіоні Овернь-Рона-Альпи, департамент Верхня Савоя. Населення — 1461 осіб (2011).
Муніципалітет був розташований на відстані близько 430 км на південний схід від Парижа, 90 км на схід від Ліона, 16 км на захід від Ансі.

## Історія
До 2015 року муніципалітет перебував у складі регіону Рона-Альпи. Від 1 січня 2016 року належав до нового об'єднаного регіону Овернь-Рона-Альпи.
1 січня 2019 року Вальєр і Валь-де-Ф'є було об'єднано в новий муніципалітет Вальєр-сюр-Ф'є.

## Демографія
Динаміка населення (INSEE ):
Розподіл населення за віком та статтю (2006):
| Стать | Всього | До 15 років | 15-24 | 25-44 | 45-64 | 65-85 | Понад 85 |
| --- | ------ | ----------- | ----- | ----- | ----- | ----- | -------- |
| Чоловіки | 688    | 134         | 86    | 184   | 232   | 52    | 0        |
| Жінки | 643    | 114         | 78    | 170   | 217   | 60    | 4        |
| \| Статево-вікова піраміда \| Статево-вікова піраміда \| Статево-вікова піраміда \| \| ----------------------- \| ----------------------- \| ----------------------- \| \| Чоловіки \| Вік \| Жінки \| \| 0 \| 85 + \| 4 \| \| 4 \| 80-84 \| 4 \| \| 12 \| 75-79 \| 20 \| \| 12 \| 70-74 \| 16 \| \| 24 \| 65-69 \| 20 \| \| 35 \| 60-64 \| 28 \| \| 59 \| 55-59 \| 59 \| \| 75 \| 50-54 \| 51 \| \| 63 \| 45-49 \| 79 \| \| 59 \| 40-44 \| 55 \| \| 55 \| 35-39 \| 63 \| \| 39 \| 30-34 \| 28 \| \| 31 \| 25-29 \| 24 \| \| 39 \| 20-24 \| 39 \| \| 47 \| 15-20 \| 39 \| \| 63 \| 10-14 \| 67 \| \| 43 \| 5-9 \| 39 \| \| 28 \| 0-4 \| 8 \| |        |             |       |       |       |       |          |
| Статево-вікова піраміда |        |             |       |       |       |       |          |
| Чоловіки | Вік    | Жінки       |       |       |       |       |          |
| 0 | 85 +   | 4           |       |       |       |       |          |
| 4 | 80-84  | 4           |       |       |       |       |          |
| 12 | 75-79  | 20          |       |       |       |       |          |
| 12 | 70-74  | 16          |       |       |       |       |          |
| 24 | 65-69  | 20          |       |       |       |       |          |
| 35 | 60-64  | 28          |       |       |       |       |          |
| 59 | 55-59  | 59          |       |       |       |       |          |
| 75 | 50-54  | 51          |       |       |       |       |          |
| 63 | 45-49  | 79          |       |       |       |       |          |
| 59 | 40-44  | 55          |       |       |       |       |          |
| 55 | 35-39  | 63          |       |       |       |       |          |
| 39 | 30-34  | 28          |       |       |       |       |          |
| 31 | 25-29  | 24          |       |       |       |       |          |
| 39 | 20-24  | 39          |       |       |       |       |          |
| 47 | 15-20  | 39          |       |       |       |       |          |
| 63 | 10-14  | 67          |       |       |       |       |          |
| 43 | 5-9    | 39          |       |       |       |       |          |
| 28 | 0-4    | 8           |       |       |       |       |          |

## Економіка
2010 року серед 960 осіб працездатного віку (15—64 років) 727 були активними, 233 — неактивними (показник активності 75,7%, у 1999 році було 72,6%). З 727 активних мешканців працювало 689 осіб (379 чоловіків та 310 жінок), безробітними було 38 (19 чоловіків та 19 жінок). Серед 233 неактивних 83 особи були учнями чи студентами, 92 — пенсіонерами, 58 були неактивними з інших причин.

У 2010 році в муніципалітеті числилось 571 оподатковане домогосподарство, у яких проживали 1588,0 особи, медіана доходів виносила 22 381 євро на одного особоспоживача